# Ермаков, Яков Степанович
Яков Степанович Ермаков (15 апреля 1895 года, дер. Апухтина, Щигровский уезд, Курская губерния — 11 октября 1967 года, Ленинград) — советский военный деятель, полковник (3 сентября 1941 года).

## Начальная биография
Яков Степанович Ермаков родился 15 апреля 1895 года в деревне Апухтина ныне Щигровского района Курской области.
С сентября 1909 года работал слесарем и помощником машиниста на паровозе на заводе на станции Енакиево в Донбассе.

## Военная служба

### Первая мировая и гражданская войны
В мае 1915 года призван в ряды Русской императорской армии и направлен в 4-й запасной полк, дислоцированный в Брянске, а в октябре того же года переведён в 35-й Сибирский стрелковый полк в составе 9-я Сибирской стрелковой дивизии, после чего принимал участие в боевых действиях на Западном фронте. В январе 1917 года переведён в 4-й железнодорожный батальон, участвовавший в боях на Румынском фронте, где служил на должностях помощника командира взвода и помощника машиниста. В июне старший унтер-офицер Я. С. Ермаков демобилизован из рядов армии, после чего убыл на родину.
В октябре 1917 года рядовым бойцом вступил в красногвардейский отряд под командованием Шульгина, после чего принимал участие в боевых действиях против немцев, гайдамаков и войск под командованием С. В. Петлюры на территории Украины.
С апреля 1918 года состоял в составе отрядов ВЧК в городах Курск и Щигры, а в апреле 1919 года призван в РККА и направлен красноармейцем в полк комбедов в Симбирске, который в мае был включён в 1-ю Камышинскую стрелковую дивизию (5-я армия) и переименован в 310-й стрелковый, в составе которого Я. С. Ермаков красноармейцем, помощником начальника и начальником боепитания полка, командиром роты и батальона принимал участие в боевых действиях на Восточном фронте против войск под командованием адмирала А. В. Колчака. 1-я Камышинская стрелковая дивизия в ноябре 1920 года была преобразована в 35-ю Сибирскую стрелковую, в результате чего Ермаков был переведен в 312-й стрелковый полк на должность командира роты, а в мае 1921 года назначен командиром батальона в составе 312-го и 308-го стрелковых полков этой же дивизии и принимал участие в боевых действиях против войск под командованием барона барона Р. Ф. фон Унгерна-Штернберга на территории Монголии. В период с декабря 1921 по июнь 1922 года служил командиром учебной роты при той же дивизии и командиром отдельного батальона ЧОН Иркутской области Красноярского края участвовал в боях против войск под командованием Донского и Соловьёва в районе Иркутска, Красноярска, Канска и Минусинска.

### Межвоенное время
В мае 1923 года назначен на должность командира пулемётной роты в составе 76-го стрелкового полка (26-я стрелковая дивизия, Сибирский военный округ). В августе того же года направлен на учёбу в Омскую пехотную школу имени М. В. Фрунзе, после окончания которой в августе 1927 года назначен на должность командира роты в составе 74-го стрелкового полка (25-я стрелковая дивизия, Украинский военный округ), дислоцированного в Полтаве.
В августе 1929 года переведён в 34-й Омский стрелковый полк (12-я стрелковая дивизия, Сибирский военный округ), в составе которого служил на должностях командира роты, начальника полковой школы и командира батальона. В мае 1931 года назначен на должность помощника командира по материальному обеспечению 36-го стрелкового полка в составе той же 12-й стрелковой дивизии (ОКДВА), дислоцированной уже в Благовещенске, а в сентябре 1935 года — на должность начальника 2-го отделения обозно-вещевого отдела штаба ОКДВА.
В декабре 1936 года направлен на учёбу на курсы «Выстрел», после окончания которых в августе 1937 года назначен на должность командира 64-го отдельного строительного батальона в составе Амурской военной флотилии. Приказом наркома ВМФ СССР от 1 января 1939 года Яков Степанович Ермаков уволен в запас по ст. 43, п. «б», однако по прибытии в Москву восстановлен на военной службе и назначен на должность командира отдельного пулемётного батальона укреплённого района Краснознамённого Балтийского флота в Кингисеппе, в октябре 1940 года — на должность командира 79-го стрелкового полка (3-я стрелковая бригада, Прибалтийский военный округ), а в апреле 1941 года — на должность командира 402-го стрелкового полка (168-я стрелковая дивизия, Ленинградский военный округ), дислоцированного в Сортавале.

### Великая Отечественная война
С началом войны в июне 1941 года 168-я стрелковая дивизия включена в состав 7-й армии, а в августе передана 23-й армии (Северный фронт) и вела боевые действия против финских войск. В конце августа дивизия оказалась в полуокружении, из которого вышла с сохранением материальной части, форсировала Ладожское озеро, после чего находилась на Валааме. В октября 1941 года дивизия была включена в состав 8-й армии (Ленинградский фронт), после чего вела наступательные боевые действия по направлению на Синявино на соединение с 54-й армией.
7 декабря 1941 года Я. С. Ермаков назначен на должность командира 265-й стрелковой дивизией, которая до 18 декабря вела боевые действия на плацдарме на Неве в районе Арбузово, а в период с 1 по 8 января 1942 года по льду Ладожского озера передислоцирована на Волховский участок Ленинградского фронта и с 28 января вела оборонительные боевые действия в районе дер. Лодва, а с 20 апреля находилась на втором оборонительном рубеже на войбокальском направлении.
В июне 1942 года назначен на должность командира 374-й стрелковой дивизии, которая с 8 июня в составе 2-й ударной армии вела боевые действия в условиях окружения в районе Мясного Бора, из которого вышла в июле и к 30 июля заняла оборонительный рубеж на западном берегу реки Волхов в районе Орефино — Коломно. В период с 20 августа по начало сентября дивизия по железной дороге передислоцирована в район Большой Колосарь, после чего в составе 6-го гвардейского стрелкового корпуса (2-я ударная армия) принимала участие в ходе Синявинской наступательной операции, в ходе которой попала в окружении, при выходе из которого в районе Синявино полковник Я. С. Ермаков был тяжело ранен, после чего лечился в госпиталях Вологды и Свердловска, а с января 1943 года — в эвакогоспитале и курорте «Карачи» (Новосибирская область).
После выздоровления состоял в резерве Военного совета Сибирского военного округа и в апреле 1943 года назначен на должность командира 43-й Омской запасной стрелковой бригады, а в июле 1944 года — на должность заместителя командира 23-й Новосибирской запасной стрелковой дивизии. В период с октября по декабрь 1944 года исполнял должность командира этой же дивизии.

### Послевоенная карьера
После окончания войны находился на прежней должности.
В ноябре 1945 года назначен на должность командира 198-й стрелковой дивизии, дислоцированной в Бийске (Алтайский край, Западно-Сибирский военный округ).
Полковник Яков Степанович Ермаков 10 октября 1946 года вышел в запас. Умер 11 октября 1967 года в Ленинграде.

## Награды
- Орден Ленина (21.02.1945);
- Два ордена Красного Знамени (09.08.1941, 03.11.1944);
- Медали[3].